# جی. ال. شلنبرگ

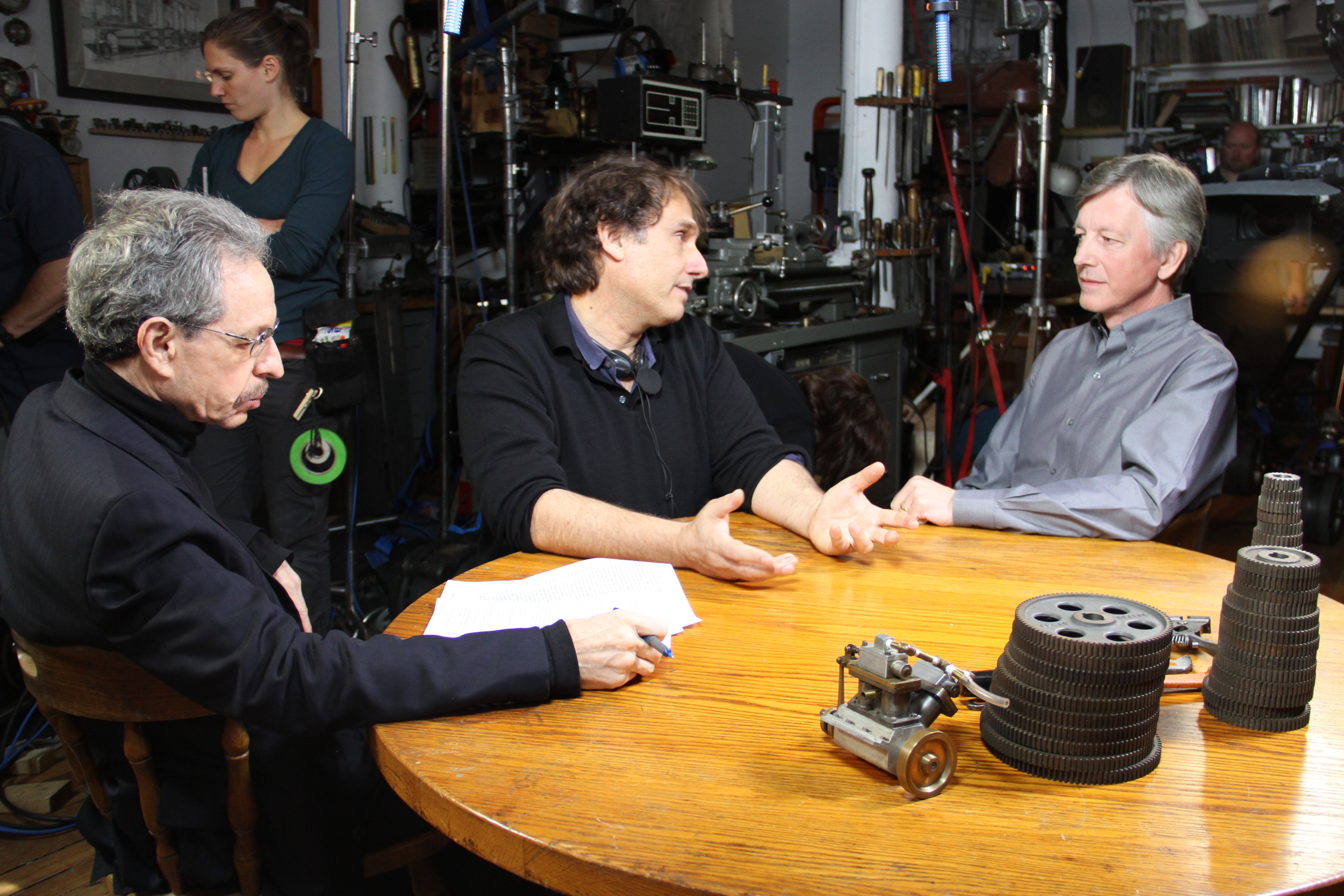
جی.ال. شلنبرگ (نفر اول، راست تصویر) - ۲۰۱۱

جِی. ال. شلنبرگ (به انگلیسی: J. L. Schellenberg)، متولد ۱۹۵۹ میلادی، یک فیلسوف کانادایی است که بیش تر به خاطر کار خود در فلسفه دین شناخته شده می‌باشد. او دارای دکترای فلسفه از دانشگاه آکسفورد، پروفسور فلسفه در دانشگاه Mount Saint Vincent University، و همچنین کمک پروفسور (Adjunct Professor) در دانشکده مطالعات فوق لیسانس در دانشگاه دالهاوزی، هم در هلیفکس، و هم در نوا اسکوشیا، می‌باشد.